# Walter Haliburton (Treasurer of Scotland)
Sir Walter Haliburton (auch Halyburton oder Haliburtoun, † 1447) war ein schottischer Adliger und Lord High Treasurer of Scotland.

## Leben
Er war der Sohn und Erbe des Walter Haliburton of Dirleton. Er stammte aus dessen erster Ehe. Seine Stiefmutter aus der zwischen 1402 und 1406 geschlossenen zweiten Ehe seines Vaters war Lady Isabel Stewart, Tochter des Robert Stewart, 1. Duke of Albany, und Witwe des Alexander Leslie, 7. Earl of Ross.
Als am 21. Mai 1423 der noch in englischer Gefangenschaft befindliche König Jakob I. in Scone in Abwesenheit gekrönt wurde, wurde bei diesem Anlass auch Walter zum Ritter geschlagen. Als König Jakob schließlich im Frühjahr 1424 aus englischer Gefangenschaft entlassen wurde, gehörte Walter zu den schottischen Geiseln, die als Pfand für die Zahlung des vereinbarten Lösegeldes gestellt wurden. Im Sommer 1425 wurde er ausgetauscht und konnte nach Schottland zurückkehren.
Von seinem Vater erbte er die Güter Haliburton in Berwickshire und Dirleton in East Lothian, einschließlich Dirleton Castle.
Im Januar 1430 gehörte er zu einer Gruppe schottischer Diplomaten, die freies Geleit zu Verhandlungen im englischen Grenzort Hawdenstank erhielten.
Mit Urkunde vom 5. Juli 1438 ist er erstmals als High Treasurer of Scotland belegt.
Er starb vermutlich kurz vor dem 10. Mai 1447. An diesem Datum hatte ihn bereits sein ältester Sohn John Haliburton, der spätere 1. Lord Haliburton of Dirleton, beerbt.

## Ehe und Nachkommen
1403 heiratete er Lady Marjorie Douglas († 1420), Tochter des Archibald Douglas, 3. Earl of Douglas, Witwe des David Stewart, 1. Duke of Rothesay. Mit ihr hatte er vier Söhne und eine Tochter:
- John Haliburton, 1. Lord Haliburton of Dirleton († um 1453);
- Walter Haliburton of Pitcur († 1447) ⚭ 1433 Katherine Chisholme, Erbtochter des Alexander Chisholme of Pitcur;
- Robert Haliburton;
- William Haliburton († nach 1439);
- Christina Haliburton ⚭ 1440 George Leslie, 1. Earl of Rothes.